# Bataillon de marche no 12
Le bataillon de marche no 12 (BM 12) est une unité militaire des forces françaises libres pendant la Seconde Guerre mondiale.
Formé dans le territoire du Tchad en Afrique française libre, il n'a pas été engagé au combat.

## Historique
Le bataillon de marche no 12 est créé le 1er janvier 1943 dans le Kanem (il est également appelé bataillon de marche du Kanem). Il est commandé par le chef de bataillon Le Nuz.
Il est rapidement rattaché à la brigade de marche du Tchad, qui devient en août 1943 la Brigade mixte d'Afrique française libre (BM-AFL). La brigade doit rejoindre le Levant et le BM 12 rejoint Douala pour s'embarquer. Faute de navires de transport, la BM-AFL est finalement transportée par camions vers l'Algérie via le Nigeria et le Niger.
Le BM 12 rejoint la Tunisie à la dissolution de la BM-AFL (1er juillet 1944). Il devient un bataillon de maintenance. Il est dissous le 31 août 1944, ses éléments rejoignant le bataillon de marche no 24 qui combat en Italie et en France.

## Personnalités ayant servi au bataillon
- Yves Monteggiani (1907-1965), Compagnon de la Libération.